# Мхоян, Норайр Рубикович
Норайр Рубикович Мхоян (арм. Նորայր Ռուբիկի Մխոյան; 5 ноября 1975, Ереван, Армянская ССР, СССР) — армянский продюсер.

## Биография
Родился 5 ноября 1975 года в Ереване.
Окончил начальную школу № 181 города Еревана.
Учился в Ереванском государственном экономическом университете.
С 22 марта 2003 года по 1 ноября 2013 года — основатель и директор компании «Sigma TV».
С 2006 по 2008 года он работал главным продюсером в «Ulysses Media».
С 19 февраля 2007 года по 2011 года работал в компании «Интермоб».
С 21 апреля 2012 года по 2015 года — основатель, директор и продюсер телеканала «Лайм».

## Семья
- Отец: Рубик Степанович Мхоян (род. 14 апреля 1950 года)
- Мать: Погосян Арегназ Буликовна (род. 27 октября 1953 года)
- Сестра: Мхоян Наира Рубиковна (род. 20 января 1987 года)